# Irving Chernev
Irving Chernev est un joueur d'échecs  russe puis américain né le 29 janvier 1900 à Prilouki dans l'Empire russe et mort le 29 septembre 1981 à San Francisco. Il émigra aux États-Unis en 1920. Il est l'auteur d'une vingtaine de livres en anglais sur les échecs, parmi lesquels Logical Chess Move by Move et The Most Instructive Games of Chess Ever Played, qui ont été réédités en notation algébrique.

## Ouvrages
En 1945, Irving Chernev écrivit un manuel d'échecs pour débutants qui fut aux États-Unis le plus grand succès sur les échecs de l'après-guerre :
- (en) An Invitation to Chess, Simon & Schuster, 1945
- (en) The Russians Play Chess, McKay, 1947Réédité en 1984 chez Dover.
- (en) The Bright Side of chess, McKay, 1948
- (en) Winning Chess : How to Perfect Your Attacking Play, Faber & Faber, 1949Écrit avec Fred Reinfeld.
- (en) The Fireside Book of Chess, Simon & Schuster, 1949Écrit avec Fred Reinfeld.
- (en) 1000 Best Short Games, Simon & Schuster, 1955
- (en) Logical Chess, Move by Move, Simon & Schuster, 1957
- (en) Combinations, The Heart of Chess, Crowell, 1960
- (en) Practical Chess Endings, Simon & Schuster, 1961
- (en) The Most Instructive Games of Chess Ever Played, Simon & Schuster, 1965Traduit en français en 2022 : Irving Chernev, Les parties d'échecs les plus instructives jamais jouées : 62 chefs-d’œuvre de la stratégie moderne des échecs, Norderstedt, BOD, septembre 2022, 410 p. (ISBN 978-2-322-43242-4)
- (en) The Chess Companion, Simon & Schuster, 1968
- (en) Wonders and Curiosities of Chess, Dover, 1974
- (en) The Golden Dozen, The twelve greatest chess players of all time, Oxford University Press, 1976sur le thème de la comparaison des plus grands joueurs d'échecs, réédité en 1995 chez Dover sous le titre Twelve Great Chess Players and Their Best Games.
- (en) Capablanca's Best Chess Endings, Oxford University Press, 1978
- (en) 200 Brillant Endgames, Simon & Schuster, 1989

## Une partie
Cette partie et ses annotations sont tirées de l'ouvrage de Chernev (en) Logical Chess, Move by Move, Batsford, 2002  (ISBN 978-0-713-48464-9) :
Irving Chernev - Herman H. Hahlbohm (ru), New York, 1942
1. d4 d5 2. Cf3 e6 3. e3 c5 4. c3 Cf6 5. Fd3 Cc6 6. Cbd2 Fe7 7. 0-0 0-0 8. De2 Te8 9. dxc5! Fxc5 10. e4! e5 11. exd5 Cxd5 12. Cb3 Db6 13. Fxh7+! Rxh7 14. De4+ Rg8 15. Dxd5 Ff8 16. Cg5 Fe6 17. De4 g6 18. Dh4 Fg7 19. Fe3 Da6 20. Cc5! Dc4 21. Dh7+ Rf8 22. Ccxe6+ fxe6 23. Dxg6 Cd8 24. Ch7+ 1-0.